# Sierra de Gata (gebergte)

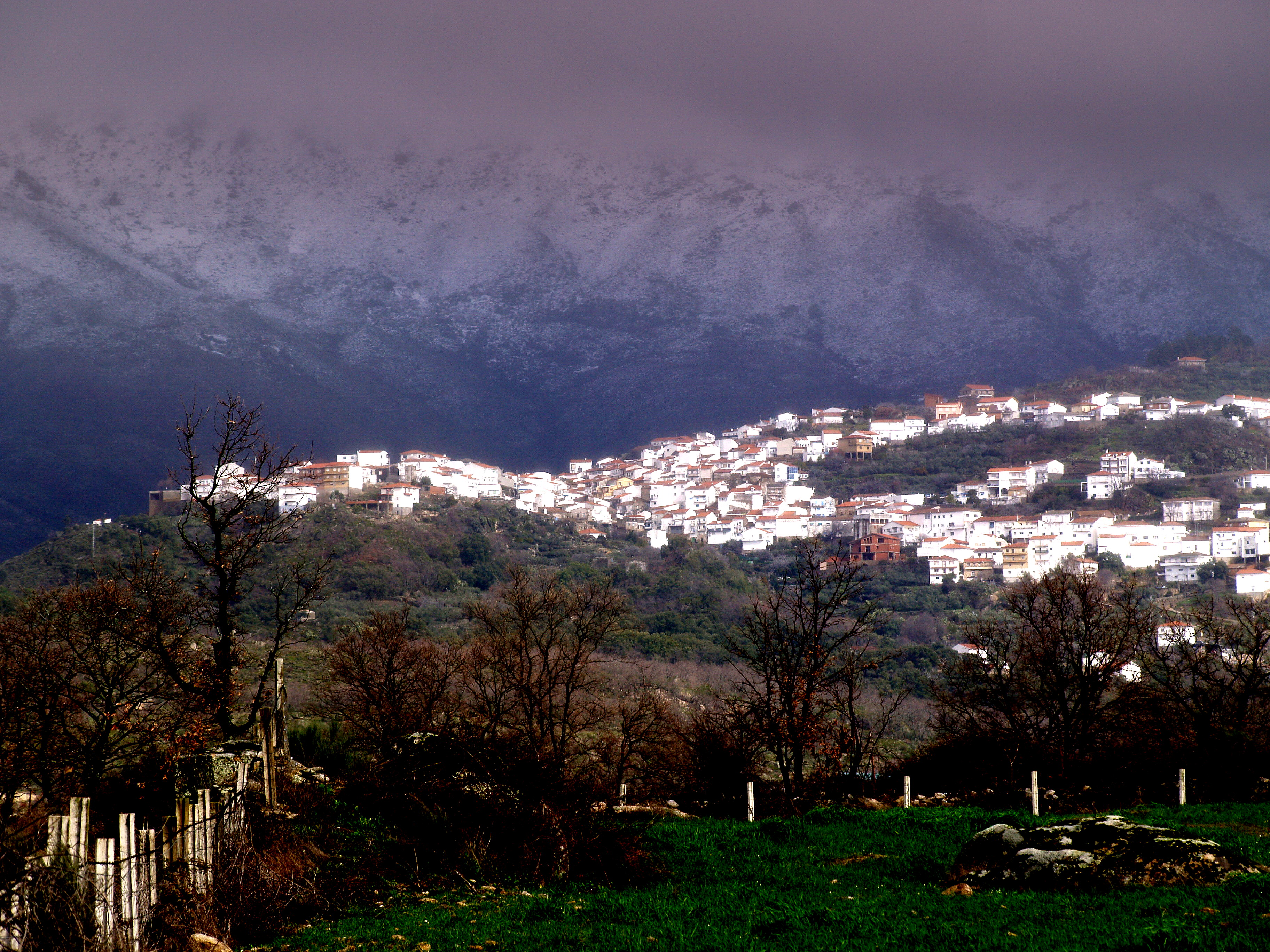
Sierra de Gata in de winter bij Eljas.

De Sierra de Gata is een van de gebergten in het Spaanse deel van het Castiliaans Scheidingsgebergte. De hoogste top is de Peña Canchera (1592 m).

## Geografie
De Sierra de Gata bevindt zich in het noordwesten van de provincie Cáceres, een autonoom gebied in Extremadura. De bergketen grenst in het westen aan Portugal bij het natuurgebied Serra da Malcata. Ten noorden van de Sierra de Gata ligt de provincie Salamanca.
Sierra de Gata is tevens de naam van een comarca met 20 gemeenten die in ongeveer hetzelfde gebied als de gelijknamige bergketen liggen. De gemeente Moraleja bevindt zich ook in de comarca Sierra de Gata, hoewel het geografisch niet in de Sierra de Gata ligt.

### Bergtoppen
De belangrijkste bergen in de Sierra de Gata zijn (van west naar oost):
- Mesas (1265 m)
- El Espinazo (1330 m)
- Jálama (1492 m)
- Jañona (1367 m)
- Bolla Chica (1408 m)
- Bolla (1519 m)
- Arrobuey (1412 m)
- La Corredera (1456 m)
- Peña Canchera (1592 m)